# Lautospora simillima
Lautospora simillima är en svampart som beskrevs av Kohlm., Volkm.-Kohlm. & O.E. Erikss. 1995. Lautospora simillima ingår i släktet Lautospora och familjen Lautosporaceae.   Inga underarter finns listade i Catalogue of Life.